# Pomasqui
Pomasqui ist ein nördlicher Vorort der ecuadorianischen Hauptstadt Quito und eine Parroquia rural („ländliches Kirchspiel“) im Kanton Quito der Provinz Pichincha. Die Parroquia Pomasqui gehört zur Verwaltungszone La Delicia. Sie besitzt eine Fläche von 23,59 km². Die Einwohnerzahl betrug im Jahr 2010 28.910.

## Lage
Die Parroquia Pomasqui liegt im Anden-Hochtal im Norden des Ballungsraumes von Quito. Der Río Las Monjas durchquert das Areal nach Norden und mündet wenig später in den Río Guayllabamba. Das 2457 m hoch gelegene Verwaltungszentrum von Pomasqui befindet sich knapp 20 km nordnordöstlich vom historischen Stadtzentrum von Quito.
Die Parroquia Pomasqui grenzt im Nordwesten an die Parroquia Calacalí, im Norden an die Parroquia San Antonio de Pichincha, im Osten an die Parroquia Calderón sowie im Süden und im Südwesten an das Municipio von Quito.

## Geschichte
Pomasqui geht auf eine Gründung im 16. Jahrhundert zurück. Am 26. Januar 1537 wurde die Hacienda Pomasqui in einem historischen Schriftstück erwähnt.